# Jayu Khota
Le Jayu Khota ou Jayu Kkota (en aymara: Jayu Quta qui signifie « lac salé », jayu sel,  quta lac)  est un volcan de Bolivie constitué d'un cône volcanique et de deux maars.